# Иоасаф (Шишковский-Дрылевский)
Епископ Иоасаф (в миру Алексей Степанович Шишковский-Дрылевский; 19 марта 1888, Александров, Владимирская губерния — 15 декабря 1935) — епископ Русской православной церкви, архиепископ Брянский и Севский. Духовный композитор.

## Биография
Родился 19 марта 1888 года (По другим источникам в 1886 году).
В 1913 году окончил Московскую духовную академию со степенью кандидата богословия и назначен помощником инспектора той же академии.
2 мая 1921 года хиротонисан во епископа Кашинского, викария Тверской епархии.
В 1922 году уклонился в обновленческий раскол. Назначен обновленцами временным управляющим Тверской епархией.
Был членом обновленческого Поместного Собора 1922 года. Был участником обновленческого «Всероссийского Поместного Священного Собора» 1923 года, на котором подписал постановление Собора о лишении сана и монашества Святейшего Патриарха Тихона.
В 1923 году принёс покаяние Патриарху Тихону и, как поставленный архиереями старого поставления, принят в сущем сане. Назначен епископом Малоярославским.
Однажды в шутку Патриарх Тихон назвал его епископом «Ловеласским и Донжуанским».
9 (22) октября 1923 года назначен епископом Мало-Ярославецким, викарий и временным управляющим Калужской епархии
12 апреля 1925 года подписал акт о передаче высшей церковной власти митрополиту
Крутицкому Петру (Полянскому).
С октября 1927 году — епископом Могилёвский.
22 августа 1928 году уволен на покой за невыезд по назначению.
С 13 сентября 1928 года назначен епископом Спировским, от назначения отказался.
С 25 сентября 1928 года — епископ Сызранский.
С 3 апреля 1930 года — епископ Серпуховский, викарий Московской епархии.
Арестован 14 апреля 1931 года в Москве. В период следствия содержался под стражей в Бутырской тюрьме. 5 июня 1931 года Особым Совещанием при Коллегии ОГПУ СССР по обвинению «член к/р монархической организации „ИПЦ“, антисоветская агитация, помощь ссыльным» приговорён к трём года ИТЛ.
С 22 ноября 1933 года — епископ Можайский, викарий Московской епархии.
С 23 марта 1934 года — епископ Брянский.
В 1935 году возведён в сан архиепископа.
Скончался 15 декабря 1935 года в Донецком монастыре, там же и погребён.

## Сочинения
- Толкователи слова Божия из писателей-аскетов. Сергиев Посад, 1913.
- Преп. Исидор П(Ц)елусиот, как истолкователь Св. Писания. // «Богословский вестник». 1913.